# Wall of Voodoo
Wall of Voodoo foi uma banda norte-americana de new wave formada em Los Angeles no ano de 1977 por Stan Ridgway (voz), Marc Moreland (guitarra), Bruce Moreland (baixo e teclas), Chas T. Gray (teclas) e Joe Nanini (bateria). Um dos seus trabalhos mais conhecidos é a música "Mexican Radio", do álbum Call of the West, de 1982. A partir do ano de 1983, e do lançamento do disco Seven Days in Sammystown, em 1985, Stan Ridgway é substituído por Andy Prieboy nos vocais e o baterista Joe Nanini por Ned Leukhardt.

## História

### 1977-1983: Formação com Stan Ridgway
Segundo o Allmusic de Stan Ridgway: "Ridgway formou o Wall of Voodoo com o guitarrista Marc Moreland, com o baixista Bruce Moreland, o tecladista Chas T. Gray e o baterista Joe Nanini durante a explosão do punk em 1977. Curiosamente o grupo não foi formado em sua origem como uma banda punk, mas como coletivo de compositores que esperavam escrever e tocar música para filmes de baixo orçamento. Mesmo assim o grupo foi engolido para dentro da cena pós-punk/new wave, onde as combinações de Ennio Morricone, Lefty Frizzell e do romancista de crimes, Jim Thompson, foram amadas e odiadas com igual paixão. Logo após sai um auto-intitulado EP, em 1980 (com uma cover de brilhante synthpop de "Ring of Fire", do cantor Johnny Cash, que lhes trouxe muita notoriedade). Depois a banda lança dois álbuns, Dark Continent, de 1981, e Call of the West, de 1982; um álbum com um excelente conceito sobre a vida dos desprivilegiados na sua Califórnia natal. Liricamente densas, quase romanescas, canções deste disco como "Factory", "Lost Weekend" e a faixa título, revelam um Ridgway entre os letristas mais talentosos de seu tempo; enquanto o hit "Mexican Radio", de enorme repercussão na MTV, era, de repente, sensação da new wave. No entanto, naquele topo da carreira, a banda se separou em duas depois de uma aparição desastrosa em 1983 num festival dos EUA, com Ridgway e Nanini partindo".

### 1984-1988: Formação com Andy Prieboy
Segundo o Allmusic de Andy Prieboy: "em uma festa em Los Angeles, Andy encontra o baixista Bruce Moreland, que lhe pediu para se juntar à banda Wall of Voodoo como substituição do vocalista Stan Ridgway (já que Prieboy havia sido da banda Eye Protection). Em 1985 o grupo, com Prieboy, lança o aclamado Seven Days in Sammystown, seguido por Happy Planet em 1987 e um álbum ao vivo, chamado The Ugly Americans in Australia, em 1988. Naquele mesmo ano a banda anunciou o fim das atividades".

## Vídeos
Dois videoclipes de músicas do Wall of Voodoo foram feitos, "Mexican Radio" e "Far Side of Crazy"; com um terceiro, vídeo promocional, feito para "Call Box".

## Discografia

### EP
- Wall of Voodoo (1980) - EP, Index[3] - relançado em CD como Index Masters e com músicas extras ao vivo pela Restless Records (EUA, 1991), Mau Mau Records (UK, 1992) e Rykodisc (EUA, 2005).[7]

### Álbuns de estúdio
- Dark Continent (1981) - I.R.S. Records
- Call of the West (1982) - I.R.S. Records
- Seven Days in Sammystown (1985) - I.R.S. Records
- Happy Planet (1987) - I.R.S. Records.[3]

### Ao vivo
- The Ugly Americans in Australia (1988) - I.R.S. Records[3]

### Coletâneas
- Granma's House - A Collection of Songs by Wall of Voodoo (1984) - LP, I.R.S. Records, Europa
- Dark Continent / Call of the West (2009) - CD, Raven Records, Austrália
- Lost Weekend, The Best of Wall of Voodoo (The I.R.S. Years) (2011) - CD, Varèse Sarabande
- Seven Days in Sammystown / Happy Planet / The Ugly Americans in Australia (2012) - 2XCD, Raven Records, Austrália[carece de fontes?]